# Ensio Hyytiä
Ensio Hyytiä född 24 mars 1938 i Rovaniemi, död 24 mars  2019, var en finländsk tidigare backhoppare och utövare av nordisk kombination. Han representerade Ounasvaaran Hiihtoseuraa.

## Karriär
Ensio Hyytiä debuterade i Finlands backhoppningslandslag inför Skid-VM 1958 på hemmaplan i Lahtis. Han vann en silvermedalj och säkrade en dubbelseger för Finland inför hemmapubliken. Hyytiä var 10,0 poäng efter guldvinnaren Juhani Kärkinen och 1,0 poäng före Helmut Recknagel från Östtyskland som tog bronsmedaljen.
Hyytiä deltog i olympiska spelen 1960 i Squaw Valley i USA. Han startade i nordisk kombination. I backhoppningen i Olympic Jumping Hill i Squaw Valley gjorde Hyytiä ett bra första hopp och låg på delad första plats efter en genomkörning. Han lyckades dock inte i de andra två omgångarna och låg på nionde plats efter hoppdelen av tävlingen. I längdåkningen i McKinney Creek Stadium i Tahoma blev han nummer 29 och sammanlagt nummer 22 i kombinationstävlingen.
Under OS 1964 i Innsbruck blev Ensio Hyytiä nummer 20 i normalbacken i Seefeld in Tirol. Hans landsman Veikko Kankkonen vann tävlingen. I stora backen i Bergisel blev han nummer 23. Toralf Engan från Norge vann tävlingen. 
Hyytiä har en niondeplats sammanlagt i tysk-österrikiska backhopparveckan säsongen 1963/1964. Hans bästa resultat i en deltävling var en fjärdeplats i Garmisch-Partenkirchen 1 januari 1964.

## Senare karriär
Efter avslutad idrottskarriär var Hyytiä verksam som tränare och tekniker i skidföreningen i hemstaden, Ounasvaaran Hiihtoseuraa.